# Crossostomus chilensis
Crossostomus chilensis és una espècie de peix de la família dels zoàrcids i de l'ordre dels perciformes.

## Morfologia
- Els mascles poden assolir 22 cm de longitud total.[4][5]

## Hàbitat
És un peix marí i d'aigües profundes que viu entre 438-548 m de fondària.

## Distribució geogràfica
Es troba des del sud de Xile, i al llarg de la Terra del Foc, fins a l'Isla de los Estados (l'Argentina).

## Observacions
És inofensiu per als humans.